# Tio kvinnor från Stralsund (i samtida utstyrsel)
Tio kvinnor från Stralsund (i samtida utstyrsel) är en blyertsteckning med brunt bläck av Melchior Lorck från omkring 1571.

## Målningen
Teckningen ingår i en serie teckningar, som antas ha gjort som skisser för träsnitt för att illustrera en planerad bok om dräktens historia. Den visar tio kvinnor, som står uppradade och visar upp utstyrsel från 1500-talet. Kvinnorna intar olika poser, och detta gör det möjligt för Melchior Lorck att visa klädedräkterna från olika vinklar.

## Proveniens
Teckningen köptes med medel från Konsul Georg Jorck og Hustru Emma Jorck's Fond från Evelyn Collection på auktion på Sotheby's i mars 1966. Den finns nu på Statens Museum for Kunst i Köpenhamn.